# Ancoub Mze Ali
Ancoub Mze Ali (né le 11 février 1996 à Nice) est un footballeur international comorien évoluant au poste de milieu de terrain pour le Villefranche Saint-Jean Beaulieu FC en Championnat de France de National 3 ainsi qu'avec la sélection des Comores. Il a aussi la nationalité française.

## Biographie

### Carrière en club
Ancoub Mze Ali évolue au centre de formation puis dans l'équipe réserve de l'OGC Nice ; il y joue trois matchs de la Coupe Gambardella 2011-2012 remportée par les Niçois. Après une rupture des ligaments croisés subie en mai 2018, il ne s'impose pas à Nice et il rejoint l'été suivant la réserve du RC Lens. En 2020, il joue pour le club de National 3 du Villefranche Saint-Jean Beaulieu FC,.

### Carrière internationale
Ancoub Mze Ali compte deux matchs et un but en équipe de France des moins de 17 ans de football en 2013.
Il réalise ses débuts avec l'équipe nationale des Comores lors d'un match amical contre le Togo le 11 novembre 2016 (match nul 2-2). Il dispute les qualifications à la Coupe d'Afrique des nations de football 2019 et les éliminatoires de la Coupe du monde de football 2022. Il est convoqué en mars 2021 pour les qualifications à la Coupe d'Afrique des nations, ainsi qu'en juin 2021 pour le tour de qualification de la Coupe arabe de la FIFA 2021.